# Nati nel 1621
| Questa pagina contiene informazioni ricavate automaticamente dalle voci biografiche con l'ausilio del template Bio e di un bot. L'aggiornamento è periodico e automatico e ricostruisce completamente la pagina. Se manca una persona in questa lista, sei pregato di non aggiungerla, ma accertati piuttosto che la sua voce biografica contenga il template Bio e che i dati anagrafici siano correttamente compilati. Se il template Bio manca, inseriscilo tu stesso o, in alternativa, metti l'avviso {{tmp\|Bio}} che ne segnala la mancanza. Se i dati riportati sono sbagliati, correggi direttamente la voce biografica; le modifiche saranno visibili in questa lista entro pochi giorni. Per chiarimenti vedi il progetto biografie. La lista contiene solo le 69 persone che sono citate nell'enciclopedia e per le quali è stato implementato correttamente il template Bio. Pagina aggiornata al 27 gen 2025. |

## Gennaio(5)
- 6 gennaio - Gioacchino, monaco cristiano e arcivescovo ortodosso russo († 1690)
- 10 gennaio - Apollinare Agresta, teologo, filosofo e storico italiano († 1695)
- 15 gennaio - Antoine Le Pautre, architetto, decoratore e incisore francese († 1691)
- 27 gennaio - Thomas Willis, medico e anatomista britannico († 1675)
- 30 gennaio - Giorgio II Rákóczi, principe († 1660)

## Febbraio(7)
- 1º febbraio - Francis Gage, presbitero britannico († 1682)
- 2 febbraio - Johannes Schefferus, umanista svedese († 1679)
- 12 febbraio - Jacques Courtois, pittore francese († 1676)
- 14 febbraio - Lamoral Claudio Francesco di Thurn und Taxis, conte († 1676)
- 20 febbraio - Philip Herbert, V conte di Pembroke, nobile inglese († 1669)
- 21 febbraio - Rebecca Nurse, artigiana inglese († 1692)
- 23 febbraio - Giacinto Brandi, pittore italiano († 1691)

## Marzo(2)
- 24 marzo - Giovanni VI di Anhalt-Zerbst, principe tedesco († 1667)
- 31 marzo - Andrew Marvell, poeta e politico inglese († 1678)

## Aprile(5)
- 1º aprile - Guru Tegh Bahadur,  indiana († 1675)
- 5 aprile - Giovanni Francesco Lazzarelli, abate, giurista e poeta italiano († 1693)
- 17 aprile - Henry Vaughan, poeta e scrittore gallese († 1695)
- 17 aprile - Thomas Vaughan, alchimista, filosofo e esoterista gallese († 1666)
- 23 aprile - William Penn, ammiraglio inglese († 1670)

## Maggio(2)
- 13 maggio - Bartolomeo Menatti, vescovo cattolico italiano († 1702)
- 25 maggio - David Beck, pittore olandese († 1656)

## Giugno(2)
- 2 giugno - Jacopo Chiavistelli, pittore e scenografo italiano († 1698)
- 18 giugno - Allart van Everdingen, pittore olandese († 1675)

## Luglio(5)
- 1º luglio - Cornelis de Man, pittore olandese († 1706)
- 8 luglio - Jean de La Fontaine, scrittore e poeta francese († 1695)
- 8 luglio - Leonora Cristina Ulfeldt, contessa († 1698)
- 22 luglio - Anthony Ashley-Cooper, I conte di Shaftesbury, politico inglese († 1683)
- 24 luglio - Jan Andrzej Morsztyn, poeta e scrittore polacco († 1693)

## Agosto(3)
- 13 agosto - Abel-Louis de Sainte-Marthe, religioso francese († 1697)
- 13 agosto - Israel Silvestre, incisore, insegnante e editore francese († 1691)
- 19 agosto - Gerbrand van den Eeckhout, pittore olandese († 1674)

## Settembre(2)
- 8 settembre - Vespasiano Gonzaga, militare italiano († 1687)
- 8 settembre - Luigi II di Borbone-Condé, nobile e generale francese († 1686)

## Ottobre(5)
- 3 ottobre - Claude Maltret, gesuita, grecista e teologo francese († 1674)
- 8 ottobre - Massimiliano Enrico di Baviera, arcivescovo cattolico tedesco († 1688)
- 13 ottobre - Giovanni Antonio Cavazzi da Montecuccolo, missionario, francescano e scrittore italiano († 1678)
- 21 ottobre - Nicolas Barré, religioso francese († 1686)
- 24 ottobre - Serafina di Dio, mistica italiana († 1699)

## Novembre(5)
- 3 novembre - René Rapin, umanista e teologo francese († 1687)
- 7 novembre - Sigismondo Alfonso Thun, vescovo cattolico italiano († 1677)
- 15 novembre - Henry Mordaunt, II conte di Peterborough, nobile e militare britannico († 1697)
- 20 novembre - Avvakum, religioso e scrittore russo († 1682)
- 21 novembre - Niccolò Maria Pallavicino, gesuita, scrittore e teologo italiano († 1692)

## Dicembre(5)
- 3 dicembre - Bohuslav Balbín, scrittore e storico ceco († 1688)
- 13 dicembre - Francisco de Moura, politico, diplomatico e militare portoghese († 1675)
- 16 dicembre - Andrea Concublet, nobile italiano († 1675)
- 23 dicembre - Edmund Berry Godfrey, magistrato britannico († 1678)
- 23 dicembre - Heneage Finch, I conte di Nottingham, nobile inglese († 1682)

## Senza giorno specificato(21)
- Amakusa Shirō, militare giapponese († 1638)
- Ambrosio Arce de los Reyes, scrittore spagnolo († 1661)
- Hendrik Carloff, mercante e avventuriero svedese († 1684)
- Carlo D'Aprile, scultore, decoratore e architetto italiano († 1668)
- Nicolaas Marten Fierlants, pittore olandese († 1694)
- Peter Gijsels, pittore fiammingo
- Alessandro Grimaldi, doge († 1683)
- Hans Jakob Christoffel von Grimmelshausen, scrittore tedesco († 1676)
- Filippo Jannelli, pittore italiano († 1696)
- Matthew Locke, teorico musicale e compositore inglese († 1677)
- Hugh May, architetto britannico († 1684)
- Claude François Milliet Dechales, matematico francese († 1678)
- Isaak van Ostade, pittore olandese († 1649)
- Wacław Potocki, poeta e scrittore polacco († 1696)
- Domenico Santi, pittore italiano († 1694)
- Giovanni Battista Tortiroli, pittore italiano († 1651)
- Jan Baptist Weenix, pittore, incisore e disegnatore olandese
- Filippo II Francesco d'Este, nobile († 1653)
- Étienne de La Tour, pittore francese († 1692)
- Laurens van der Hem, giurista olandese († 1678)
- Egbert van der Poel, pittore olandese († 1664)